# Dziewięćsił długolistny
Dziewięćsił długolistny (Carlina biebersteinii Bernh. ex Hornem.) – gatunek rośliny z rodziny astrowatych. Występuje w Europie i Azji.  
W Polsce rośnie w rozproszeniu na obszarze całego kraju.

## Morfologia

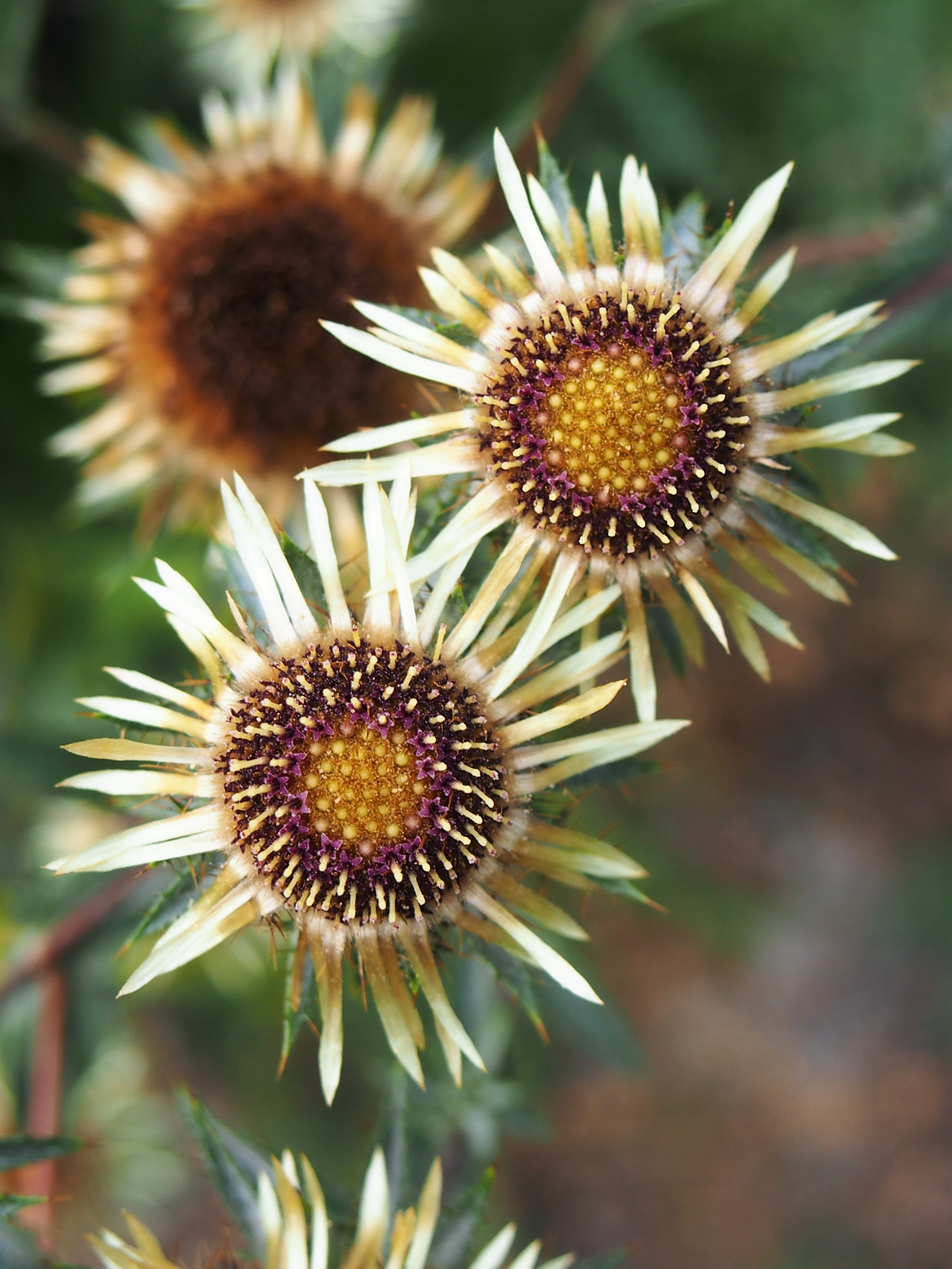
Kwiatostany

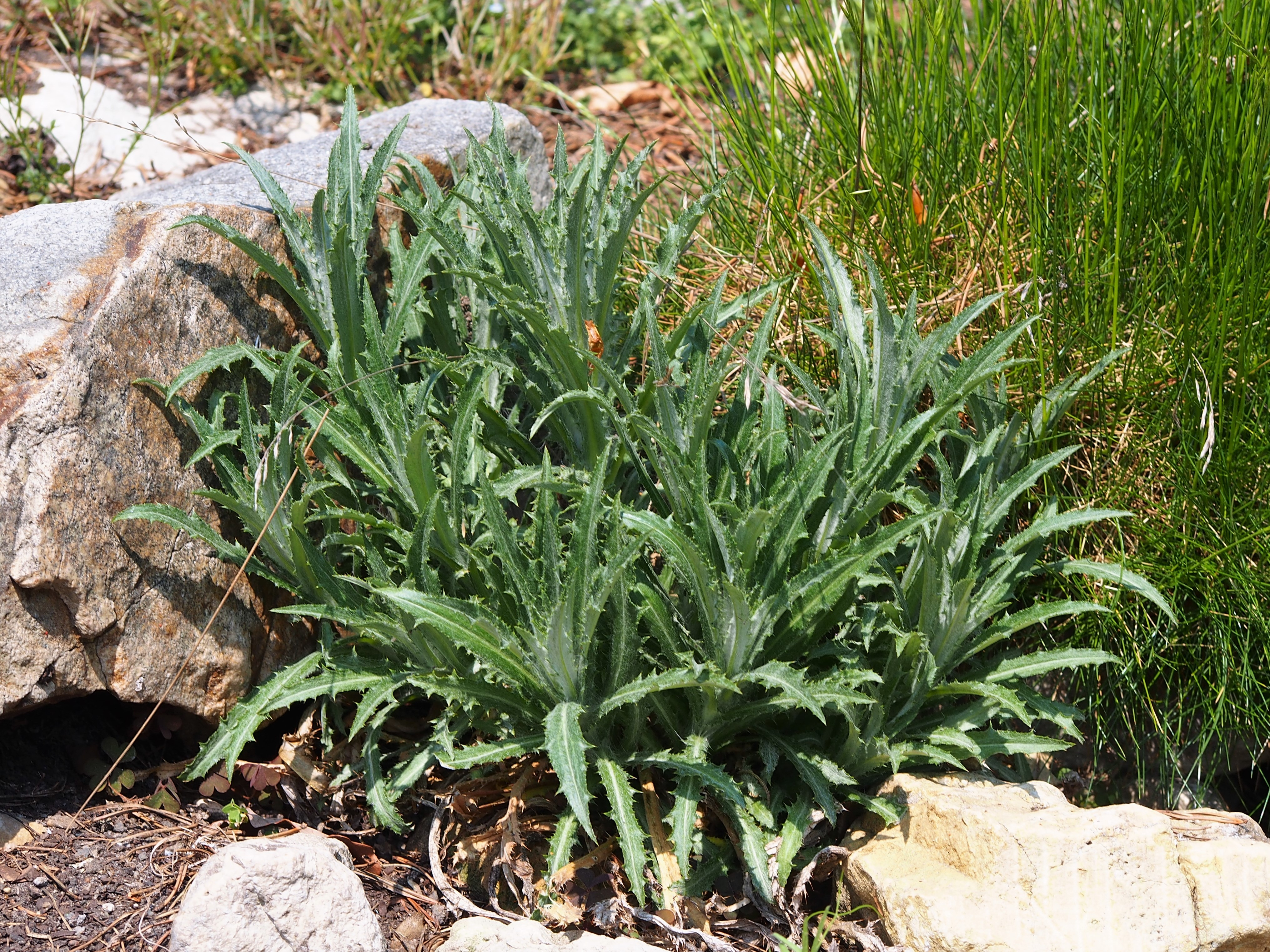
Liście

ŁodygaGęsto, białawo kutnerowata, o wysokości 30–50 cm.
LiściePodłużnie lub wąskolancetowate, gęsto, białawo kutnerowate od spodu, na brzegach z licznym, drobnymi, kolczastymi szczecinkami oraz z rzadkimi, dłuższymi szczecinkami.
KwiatyZebrane w koszyczek o średnicy 4–5 cm. Promienie okrywy bardzo cienko zaostrzone. Najwyższe liście otaczające koszyczek równe lub dłuższe promieniom okrywy.
OwocNiełupka o długości 3–4 mm.

## Biologia i ekologia
Roślina dwuletnia. Rośnie w murawach i zaroślach. Kwitnie od lipca do września. Liczba chromosomów 2n = 20.

## Zagrożenia i ochrona
Roślina umieszczona na polskiej czerwonej liście w kategorii DD (stopień zagrożenia nie może być określony).